# 透過型電子顕微鏡

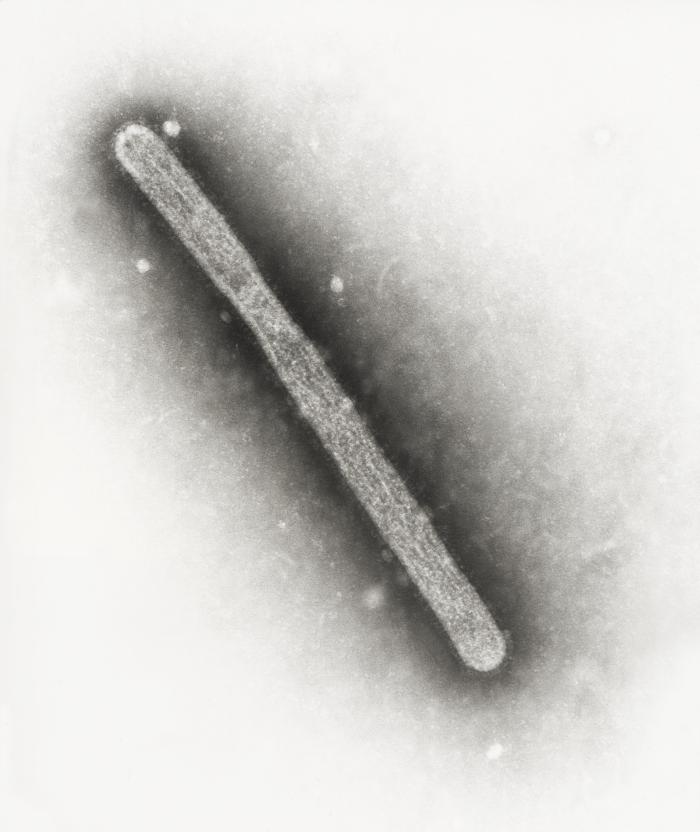
TEMで15万倍に拡大して撮影されたトリインフルエンザウイルス。輪郭をはっきりさせるために染色が行われている。

透過型電子顕微鏡（とうかがたでんしけんびきょう、Transmission Electron Microscope; TEM）とは、電子顕微鏡の一種である。観察対象に電子線をあて、透過してきた電子線の強弱から観察対象内の電子透過率の空間分布を観察するタイプの電子顕微鏡のこと。また、電子の波動性を利用し、試料内での電子の回折 (電子回折) の結果生じる干渉像から観察対象物の構造を観察する場合もある。物理学、化学、工学、生物学、医学などで幅広く用いられている。

## 原理
観察対象に電子を当てて、透かして観察することになるため、対象をできるだけ薄く（厚さ100nm以下）切ったり、電子を透過するフィルムの上に薄く塗りつけたりして観察する。 対象の構造や構成成分の違いにより、どのぐらい電子線を透過させるかが異なるので、場所により透過してきた電子の密度が変わり、これが顕微鏡像となる。
像は、電磁コイルを用いて透過電子線を拡大し、電子線があたると光を発する蛍光板にあてて映るものを観察したり、専用のネガフィルムやCCDカメラで写真を撮影したりすることにより得られる。

## 利用
開発当初は工学方面での利用に限られていたが、生物学の分野でも1950年代から盛んに利用されるようになった。これには薄切法の向上（ダイヤモンドナイフの普及）、試料の作成法、電子染色法（重金属で試料のコントラストをあげる）の開発によるところが大きい。

## 超高圧電子顕微鏡
通常の透過型電子顕微鏡は加速電圧が100kV程度であるために、標本は充分に薄くなければならない。このため立体的な観察には向かないとされている。この欠点を克服するためには加速電圧を上げる必要がある。このような仕様を持った電子顕微鏡が超高圧電子顕微鏡である。
超高圧電子顕微鏡は加速電圧が1000kV以上の電子顕微鏡であり、電子線の透過能の向上によって従来の透過型電子顕微鏡と比べて10倍程度の厚さ（約5μm）の切片を観察することができる。これによって容易に立体的な観察を行うことができる。高い加速電圧を得るために装置は巨大化し（高さ8m、重さ17t）、通常の研究室に設置することはできない。このため超高圧電子顕微鏡は日本全国に16台しか存在しない（2003年現在）。
- 大阪大学 超高圧電子顕微鏡センター
- 九州大学 超高圧電子顕微鏡室